# Aeroportul Sturt Creek
Aeroportul Sturt Creek (IATA: SSK) este un aeroport din Australia de Vest, Australia.
Situat la o altitudine de 322 m, aeroportul dispune de o singură pistă.